# Ше.Fest
«Ше.Fest» (укр. «Шефест») — щорічний мистецький фестиваль, що відбувається із 2014 року в селі Моринці Звенигородського району Черкаської області. Проходить на малій батьківщині Тараса Шевченка та присвячений його пам'яті.

## Мета
Фестиваль є благодійним, на ньому організатори збирають пожертви для українських бійців, що воюють проти російської збройної агресії в Україні.

## Хронологія

### 2014 рік
Перший фестиваль відбувся 16-17 серпня 2014 року, засновники присвятили його 200-ій річниці із дня народження Тараса Шевченка. У програмі такі заходи: музичні виступи, кінопокази, лекції, літературні читання, фейс-арт тощо. Серед музичних виконавців: Тінь Сонця, Веремій, Транс-Формер, Хочу ЩЕ!, Друже Музико, Шпилясті кобзарі, Апокриф, Христина Халімонова, Фолькнери, Колір Ночі та інші. Власні читання казок влаштовував Сашко Лірник. На фестивалі показували фільми про Тараса Шевченка та за мотивами його творів. Також відбулась постановка рок-опери «Міф» від студентського театру КНУ ім. Тараса Шевченка (реж. Олександра Кравченко). Ведучими музичної сцени були вокаліст гурту Хочу ЩЕ! Юрій Шивала та поетеса Аліна Довженко. Просвітницьку галявину вела поетеса Зоряна-Злата Паламарчук. За підрахунками організаторів, заходи відвідали декілька тисяч людей.

### 2015 рік
Другий фестиваль відбувся 22-23 серпня 2015 року. У програмі заходів: музичні та театральні виступи, кінопокази, просвітницькі лекції, літературні читання, майстер-класи народних ремесел, ярмарок тощо. На великій музичній сцені виступали: Тінь Сонця, Веремій, Хочу ЩЕ!, Друже Музико, Колір Ночі, Вій, Фліт, ДримбаДаДзиґа, Merva, Фіолет та інші. На просвітницькій галявині виступали Сашко Лірник, Василь Шкляр, Сергій Василюк, Дмитро Лазуткін тощо. У кінозалі показували фільми: «Добровольці Божої чоти», «Поводир», «Хайтарма». Також відбулось три театральні постановки за мотивами творів Тараса Шевченка: «РеінкарНАЦІЯ Тараса» (реж. Артем Аніщенко, Прилуки), моновистава Ігоря Шульги «Варнак» (Дніпропетровськ) і «Катерина» (реж. Катерина Чепура, Київ). Ведучим музичної сцени був вокаліст гурту Хочу ЩЕ! Юрій Шивала, а просвітницької галявини — поетеса Зоряна-Злата Паламарчук. Фестиваль відвідали близько 2-4 тисяч людей.

### 2016 рік
Третій фестиваль відбувся 13-14 серпня 2016 року. Під час проведення працювала музична та театральна сцени, минула ніч кінопоказів. Вдень працювала просвітницька галявина, проходили майстер-класи народних ремесел, ярмарок, художня і дитячі галивини тощо. На великій музичній сцені виступали: Антитіла, Тартак, Тінь Сонця, Веремій, Go_A, Мрія життя, Колір Ночі, Сонце в кишені, Фіолет та інші. На просвітницькій галявині виступали Сашко Лірник, Василь Шкляр, Сергій Василюк, Оксана Данильченко, Лариса Сиволап тощо. На дитячій галявині відбувся конкурс на найкраще плетіння ягняти соломою та декламація серед дітей поезії «Мені тринадцяти минало». У кінозалі показували фільми: Сергія Проскурні «Тарас Шевченко ІDентифікація». Також відбулися театральні постановки за мотивами творів Тараса Шевченка: «Гайдамаки» театру вогню «Радослав» та виступ проекту Сестер Тельнюк. Ведучим музичної сцени був вокаліст гурту Хочу ЩЕ! Юрій Шивала, а також Олександр Висоцький. Просвітницької галявини — поетеса Зоряна-Злата Паламарчук. Фестиваль відвідали близько 2-4 тисяч людей.

### 2017 рік
Четвертий фестиваль відбувся 12—13 серпня 2017 року. Традиційно в рамках фестивалю діяли: музична сцена, просвітницька, художня та дитяча галявини, майстер-класи, екскурсії, ярмарок майстрів і ще низка художніх дійств. У події взяли участь провідні українські музичні гурти, знані поети, письменники, художники та інші митці.

### 2018 рік
П'ятий фестиваль відбувся 18—19 серпня 2018 року. Його відвідало понад 5 тисяч людей.
Головним режисером фестивалю у 2018 став ведучий Олександр Висоцький.

### 2019 рік
Шостий фестиваль відбувся 17—18 серпня 2019 року..

### 2021 рік
Сьомий фестиваль відбувся 21—22 серпня 2021 року.

### 2023 рік
Восьмий фестиваль відбувся 26—27 серпня 2023 року. Його гаслом стали слова «Шевченко чинить опір!».

### 2024 рік
Фестиваль відбувся 17—18 серпня.

## Галерея

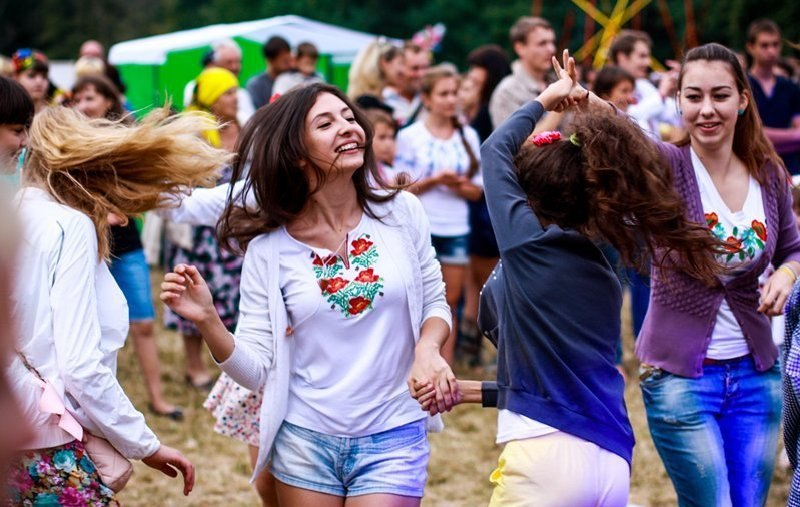
Танці під сценою (2014)
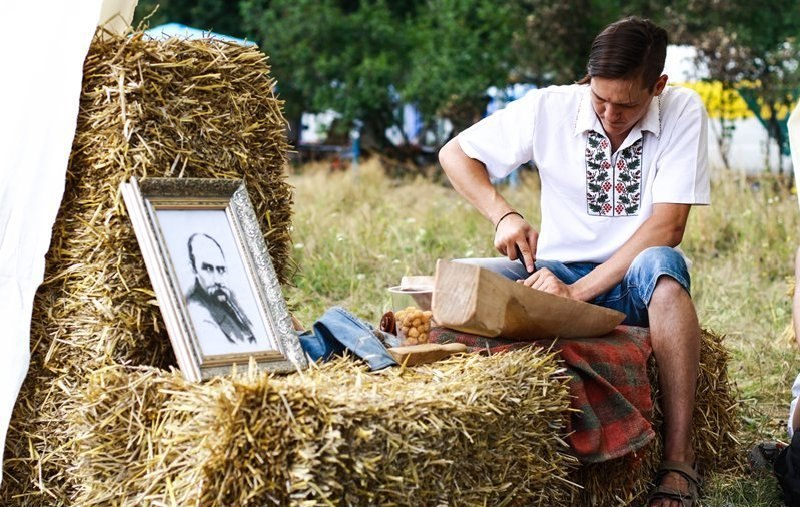
Майстер-клас із різьблярства (2014)
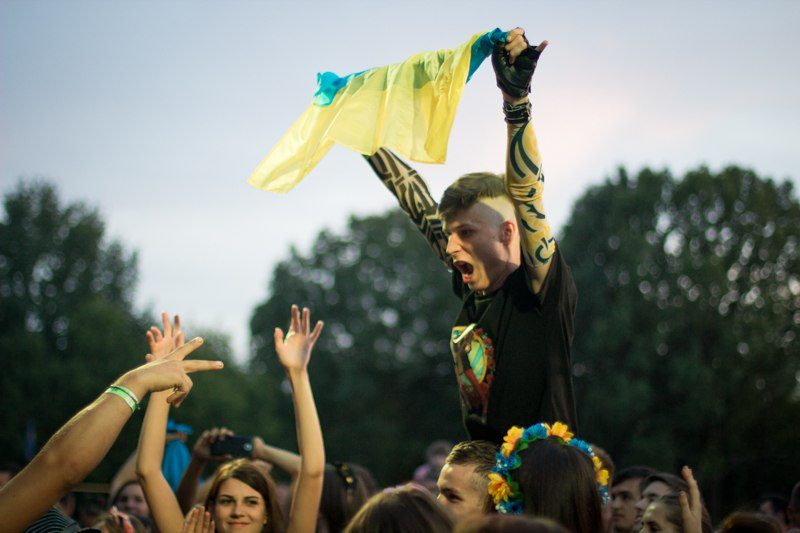
Під сценою (2015)
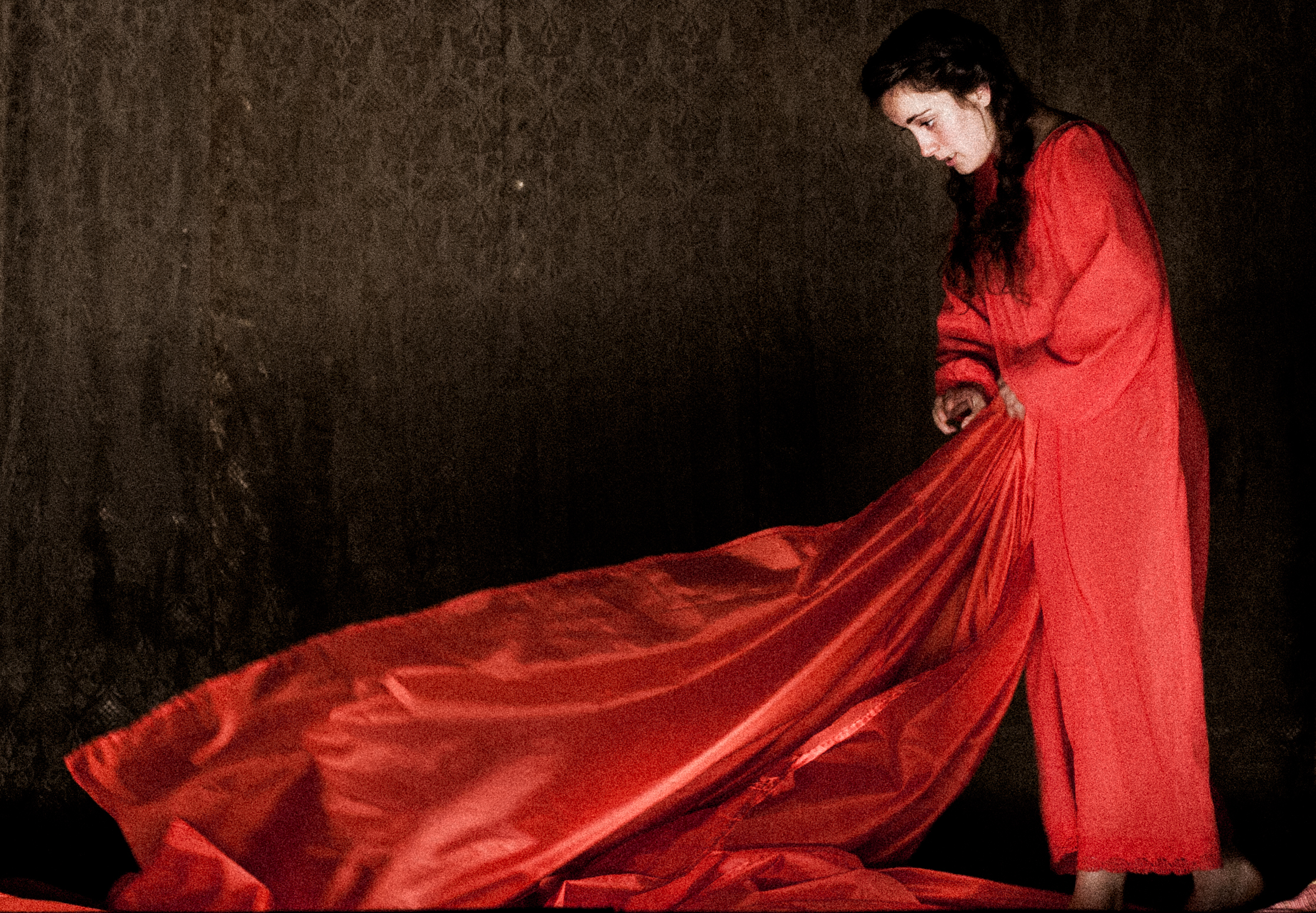
Вистава Чесного театру за поемою «Катерина» (2015)

## Організатори
Організаторами фестивалю виступають Молодіжна інформаційна спільнота «Сіль», Мегамарш у вишиванках і Моринська сільська рада.